# Steptorhamphus chaffanjoni
Steptorhamphus chaffanjoni là một loài thực vật có hoa trong họ Cúc. Loài này được O.Fedtsch. & B.Fedtsch. miêu tả khoa học đầu tiên năm 1912.